# Чемерис, Семён Михайлович
Семён Михайлович Чемерис — советский военный, государственный и политический деятель, генерал-лейтенант.

## Биография
Родился в 1902 году в местечке Погребнич. Член КПСС.
С 1920 года — на военной, общественной и политической работе. В 1920—1969 гг. — участник Гражданской войны, на различных командных и хозяйственных должностях в РККА, начальник автодорожного отдела армии, участник советско-финской войны, участник Великой Отечественной войны, начальник военно-автомобильной дороги Северо-Западного фронта (ВАД-3 Москва-Ленинград), начальник автодорожного отдела Западного фронта, начальник ремонтного управления Главного автомобильного управления Советской Армии, заместитель начальника, начальник Главного автотракторного управления Советской Армии.
Умер в Москве в 1980 году.